# Pothyne sericeomaculata
Pothyne sericeomaculata là một loài bọ cánh cứng trong họ Cerambycidae.